# Aloesjta

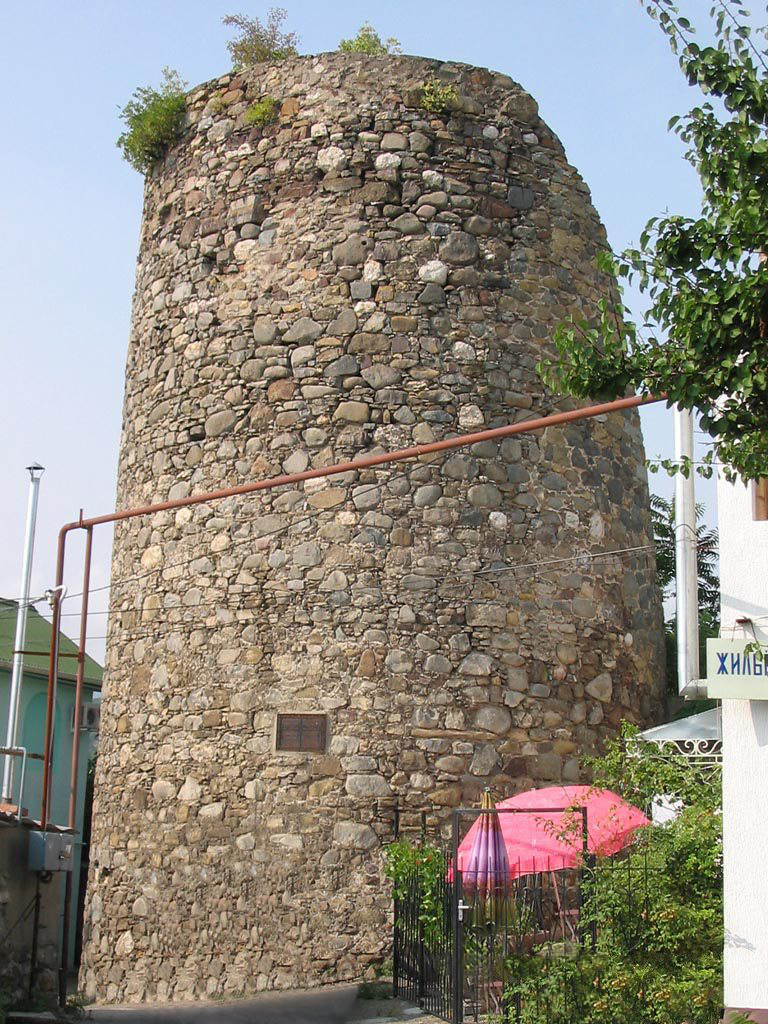
Genuese toren

Aloesjta (Oekraïens/Russisch: Алушта, Krim-Tataars: Aluşta) is een badplaats op de Krim, in de 6e eeuw gesticht door keizer Justinianus. Het is gelegen aan de Zwarte Zee op de weg van Hoerzoef naar Soedak.
De streek is bekend om de rotsachtige grond. Er zijn ook overblijfselen van een Byzantijnse verdedigingstoren en een Genuees fort uit de 15e eeuw. De stad werd Aluston (Αλουστον) genoemd in het Byzantijnse Rijk en Lusta tijdens het bewind van Genua. Adam Mickiewicz wijdde twee van zijn Krimsonnetten aan de stad.